# Tjaarke Maas
Tjaarke Hendrika Maria Maas (Lopik, 26 d'octubre de 1974 – Assís, (Itàlia) 26 de juny de 2004) fou una pintora neerlandesa, el treball de la qual va començar a ser descobert a la fi de 1990, atraient l'atenció del públic en general i de la crítica, que va escriure sobre ella: «Les obres de Tjaarke Maas són del més alt orde i estan vinculades d'una manera contemporània, als grans artistes flamencs del passat».[1]

## Obra
La seva obra ha estat exposada a Nova York, Nova Jersey, Florència (Itàlia), Moscou (Rússia) i Sant Petersburg (Rússia).

## Galeria

### Retrats

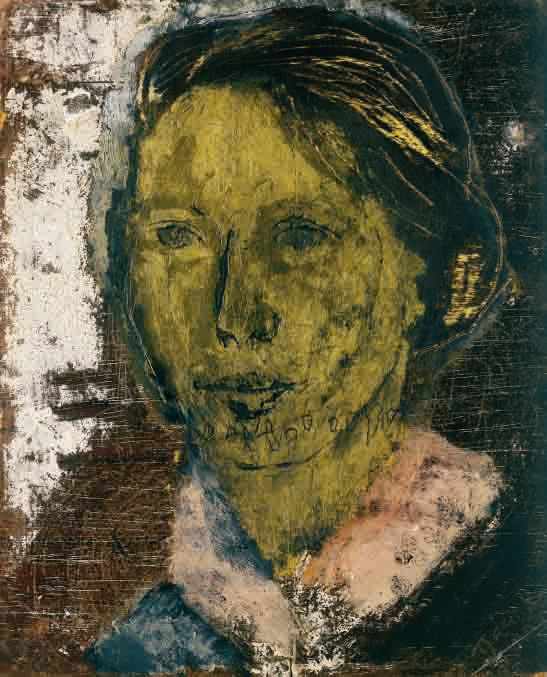
"Henny's teeth" Sèrie Goldfaced, témpera, fulla d'or sobre fusta) 2003,
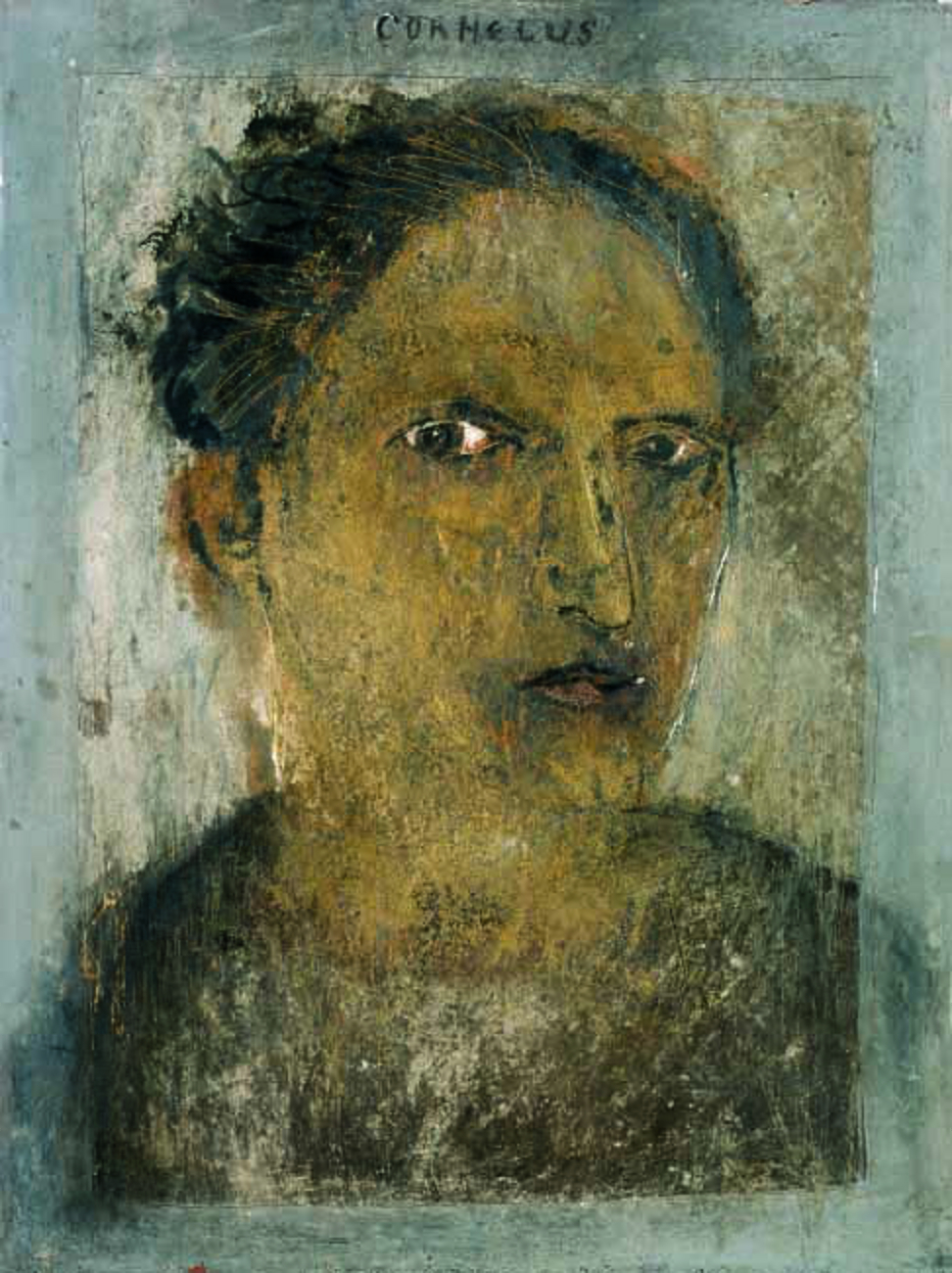
"Cornelius" Sèrie Goldfaced, tecnologia mixta. Sobre fusta
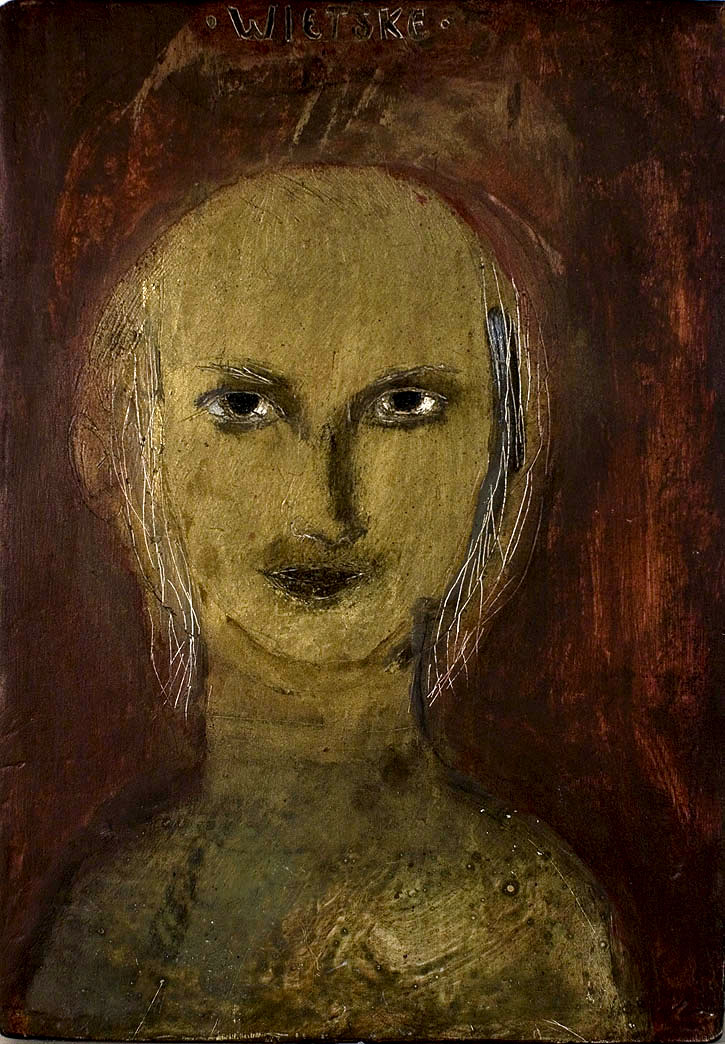
"Wietske" Sèrie Goldfaced, pigment sobre fusta
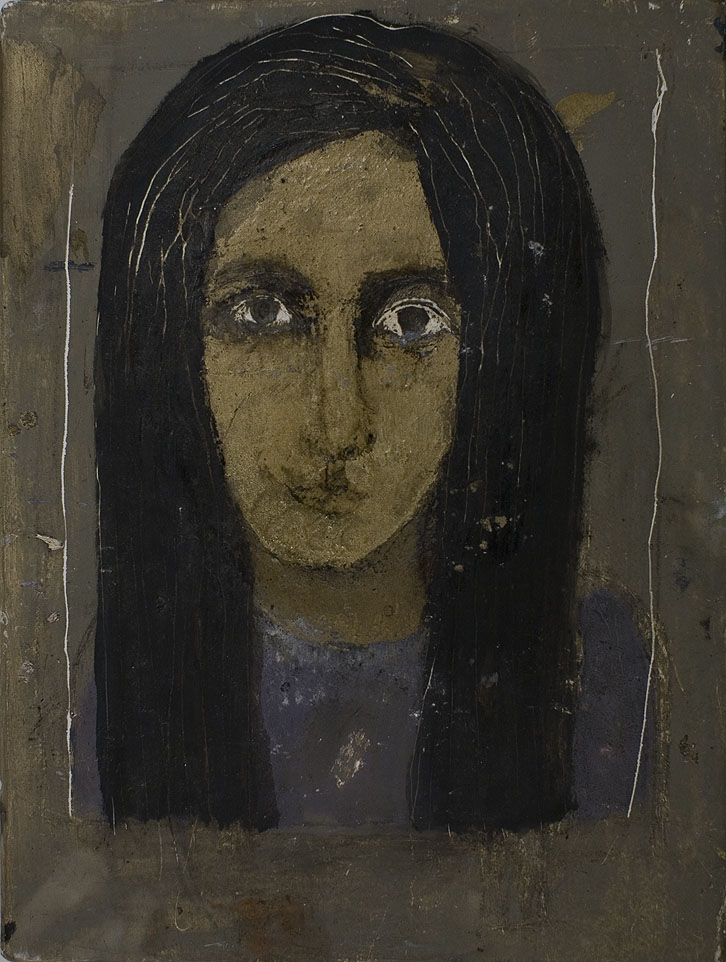
"Friend" Sèrie Goldfaced témpera, fulla d'or sobre fusta

### Sèrie d'ocells

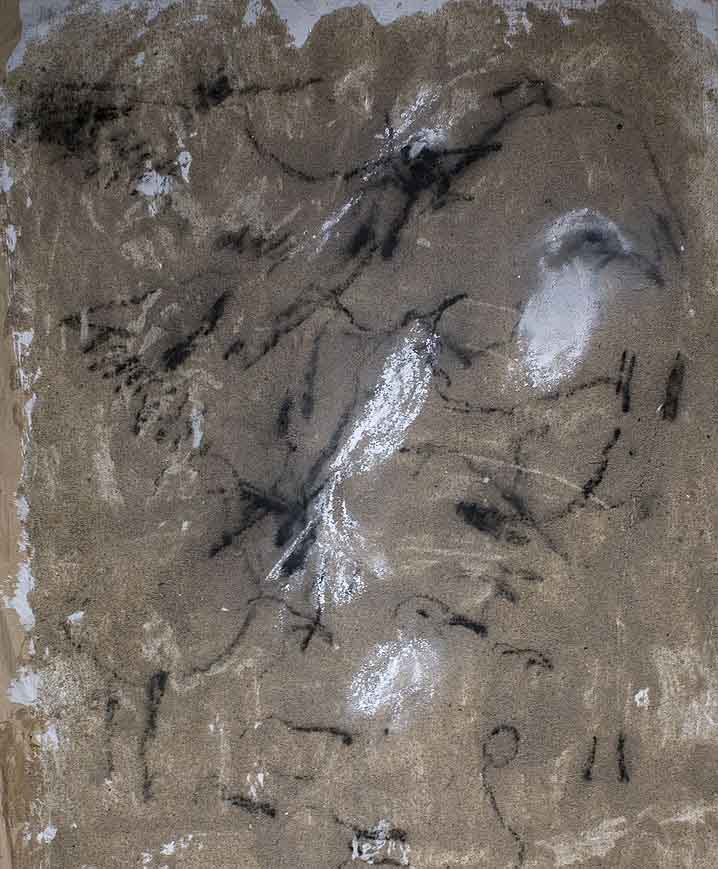
"Sèrie" de gavines
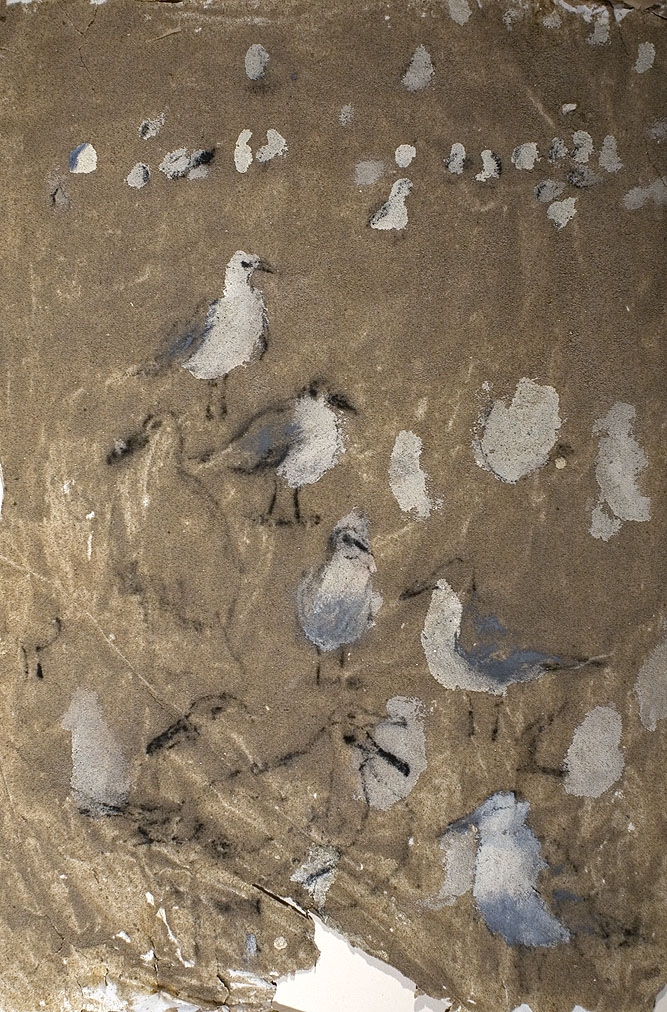
"Sèrie" de gavines
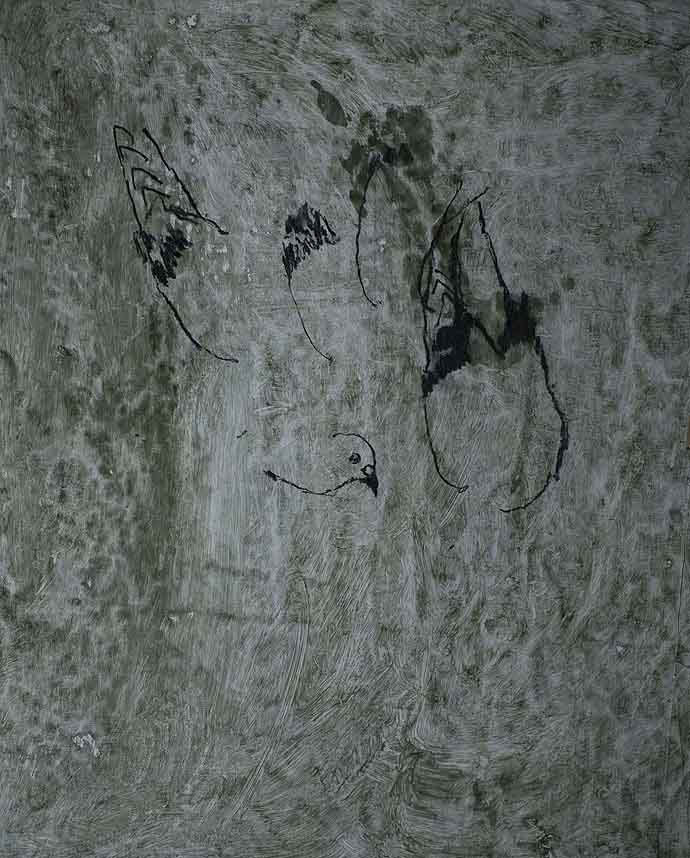
"Troballes en pietra serena" Sèrie Guatemala
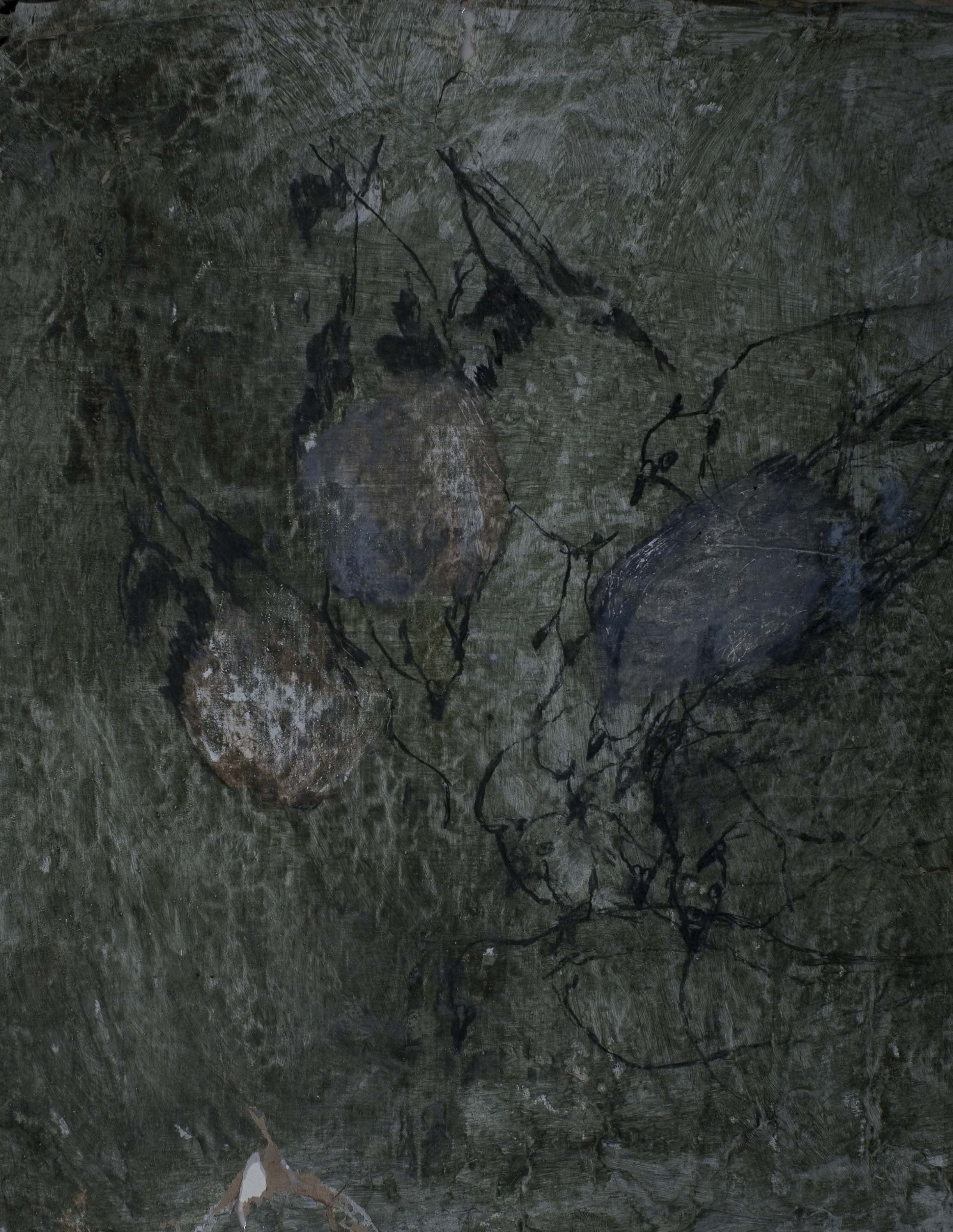
"Pegions" Seriï Guatemala

### Bodegons

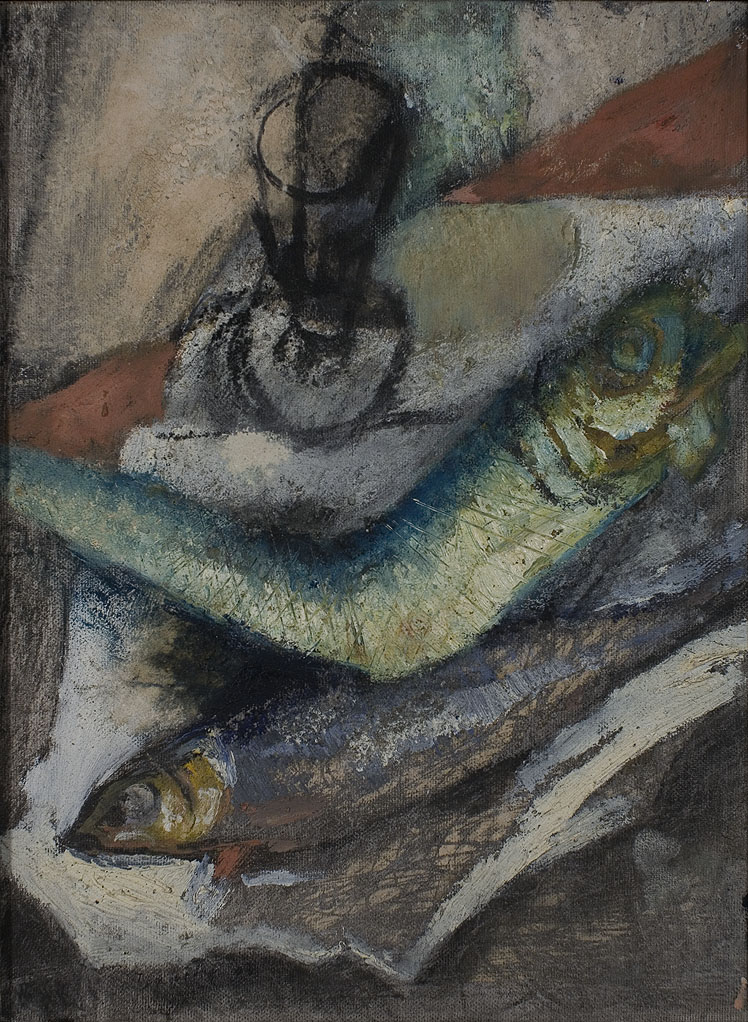
"Ode to 1930th"
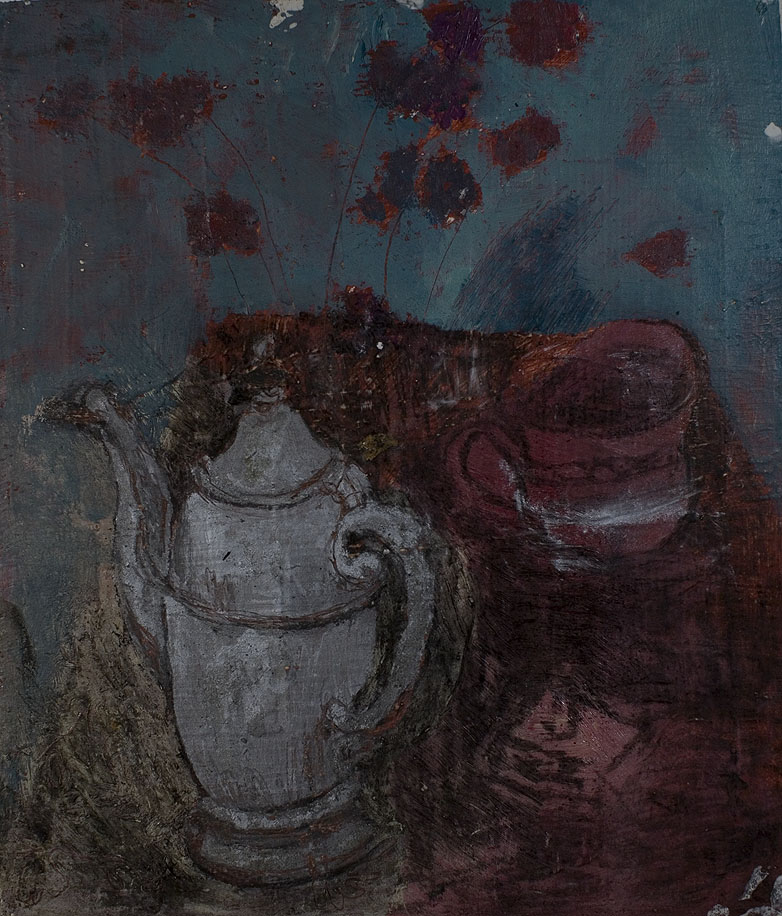
""Silver tea-pot" 2003
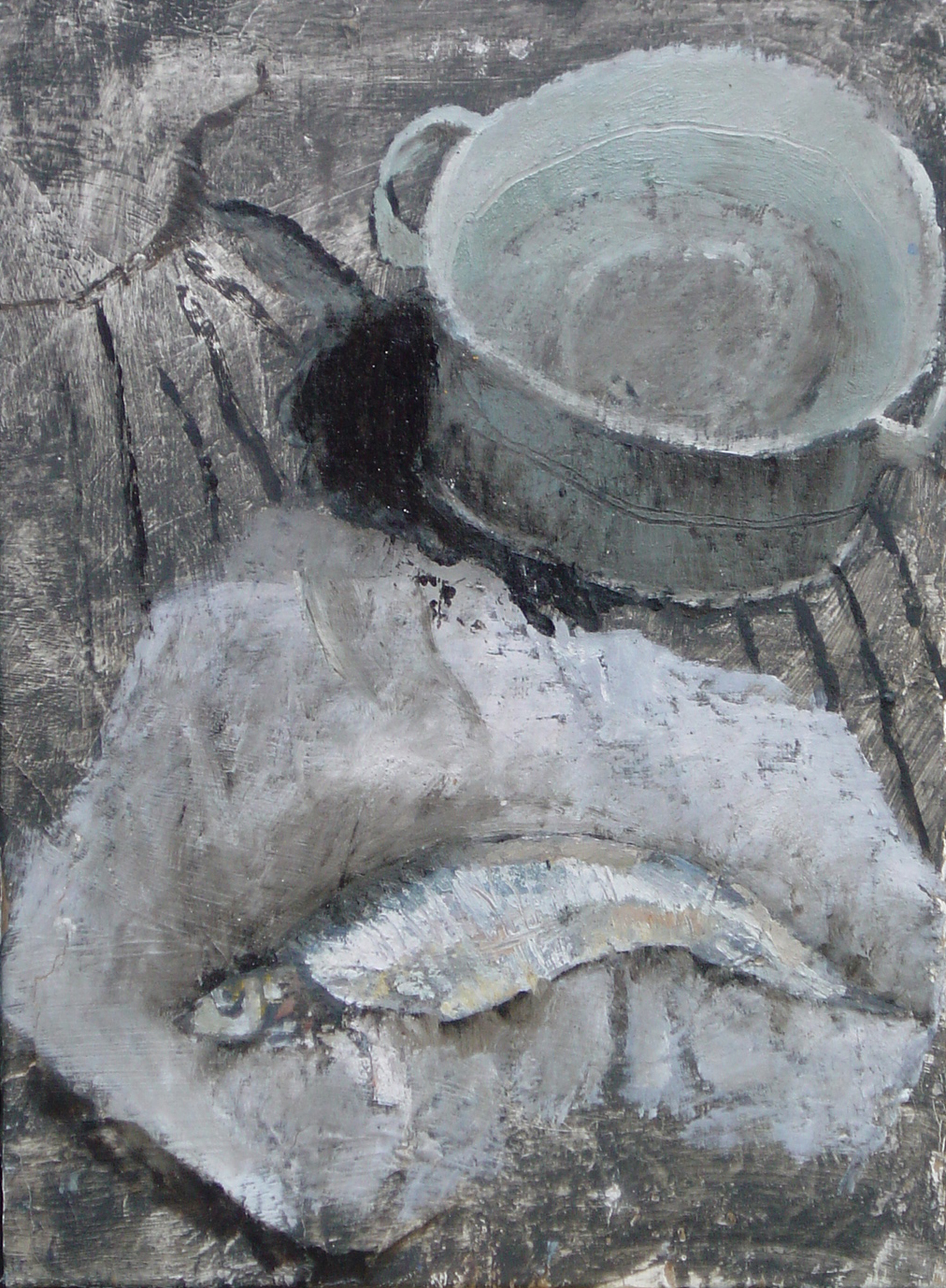
"Dutch Herring with pot"
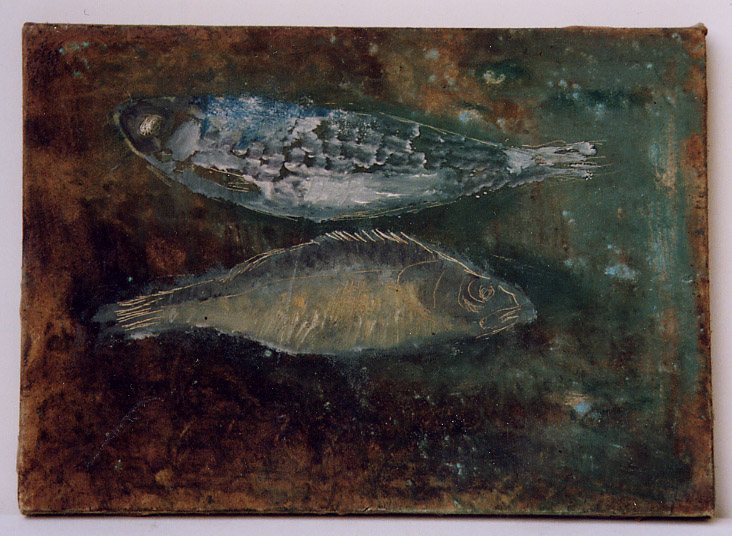
"Catacomb fish"

### Icones

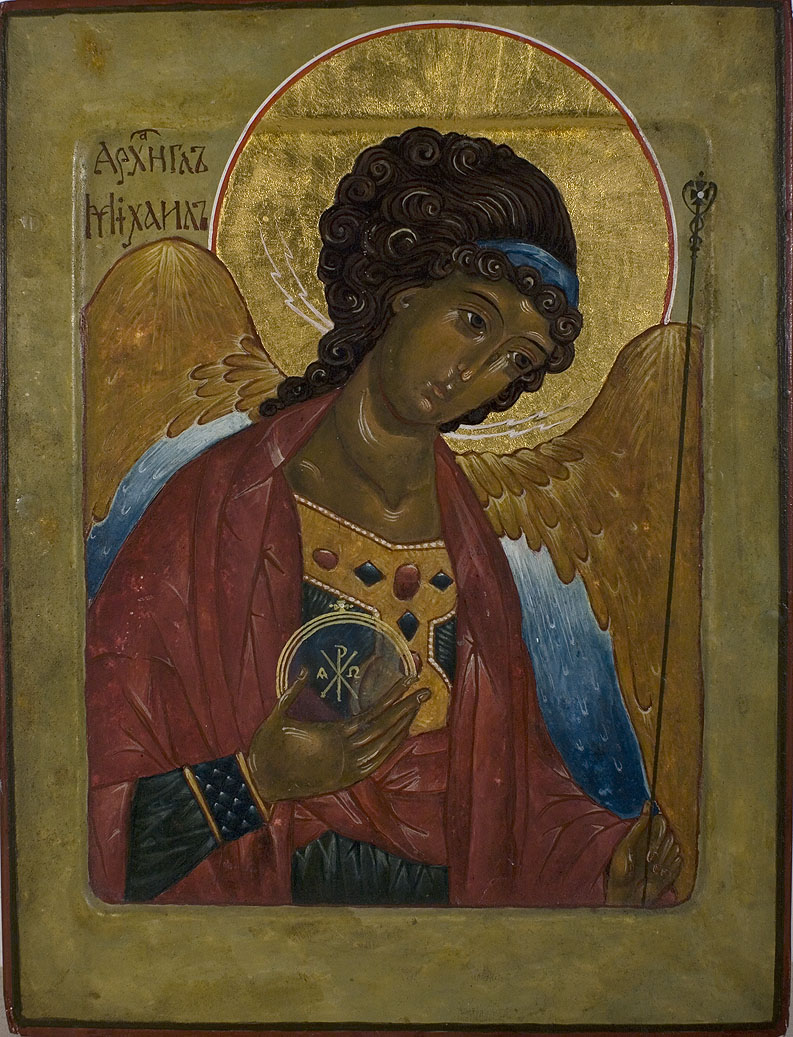
"St.Archangel Michael" témpera, fulla d'or sobre fusta
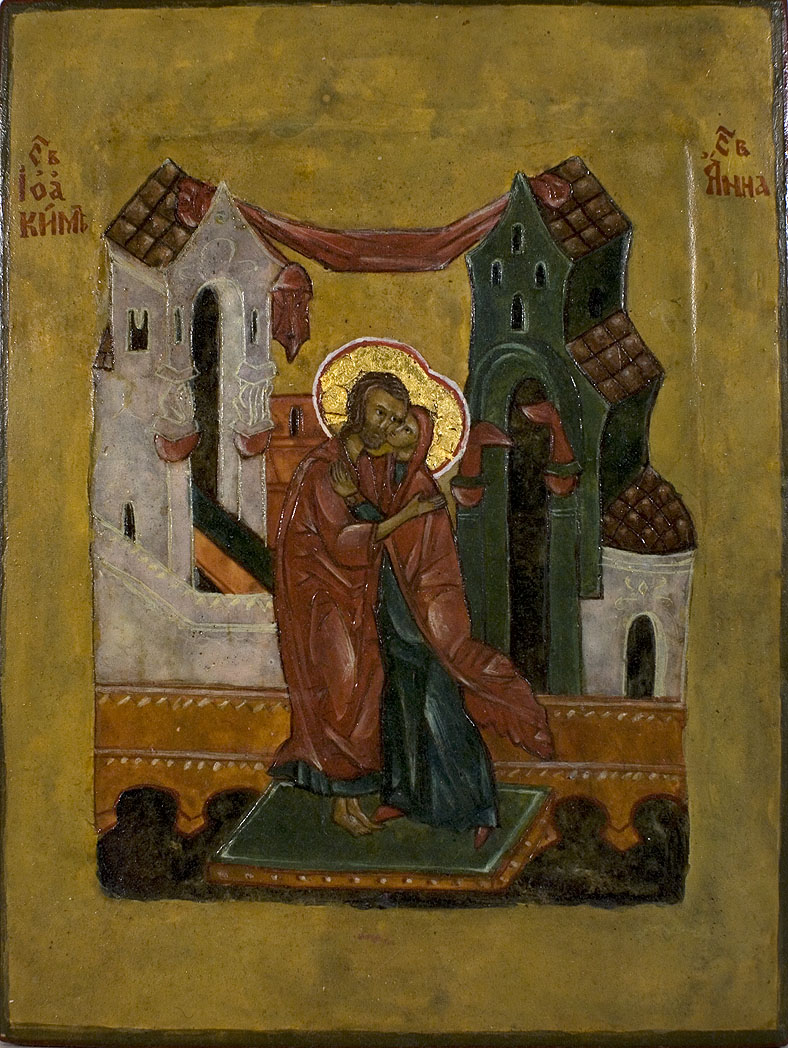
"St.Jiokim and St.Anna" témpera, fulla d'or sobre fusta
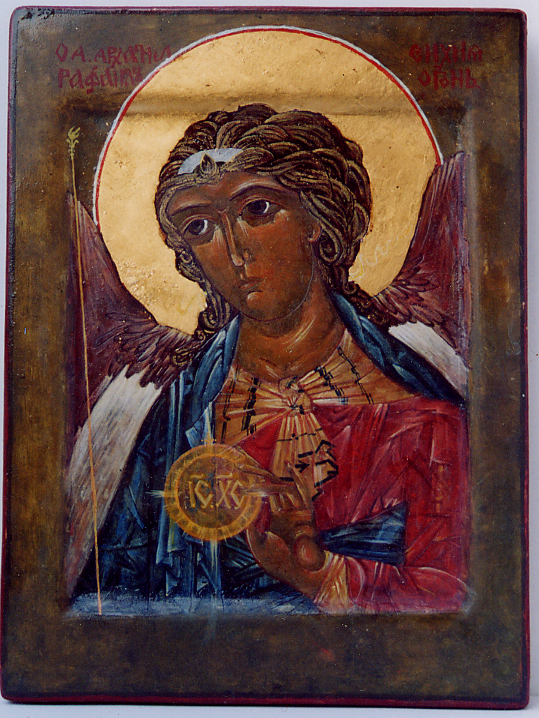
"St.Archangel Raphael", témpera, fulla d'or sobre fusta
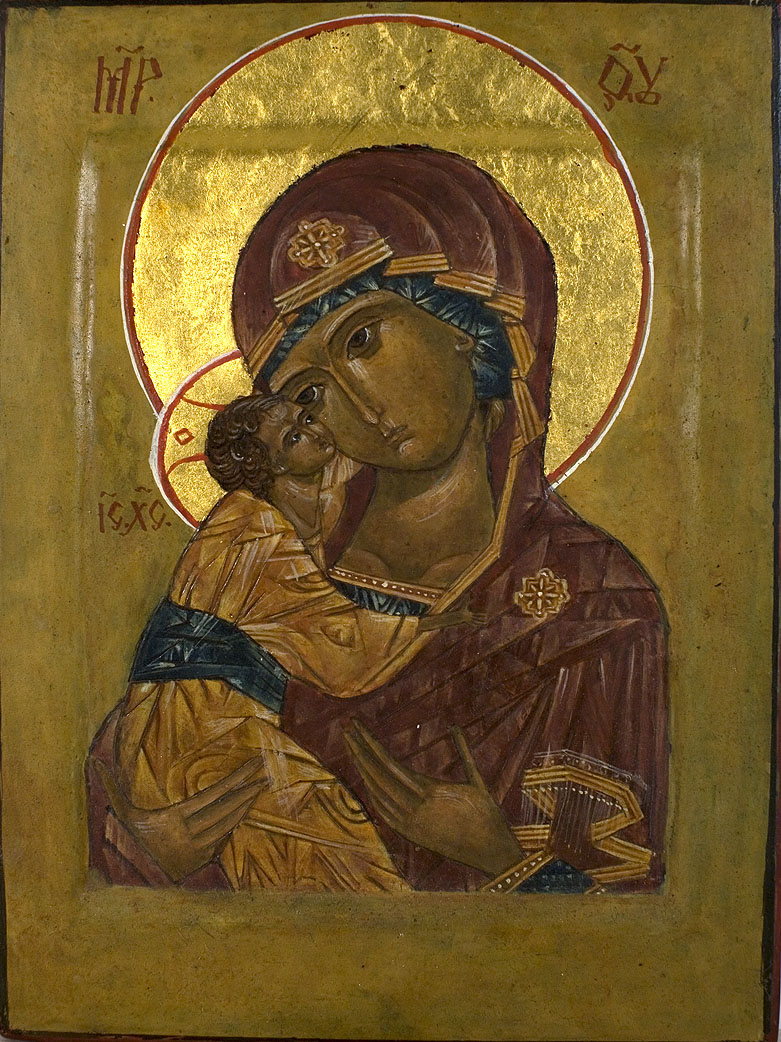
"Theotokos" "Eleusa" témpera, fulla d'or sobre fusta,